# Виларбойт
Виларбо̀йт (на италиански: Villarboit; на пиемонтски: Vilarboit) е село и община в Северна Италия, провинция Верчели, регион Пиемонт. Разположено е на 162 m надморска височина. Населението на общината е 470 души (към 2013 г.).